# 大西洋斯氏脂䲁
大西洋斯氏脂䲁（學名：Starksia atlantica），為輻鰭魚綱䲁形目脂䲁科斯氏脂䲁屬的一個種，分布於中東太平洋加利福尼亞灣海域，深度1至8公尺，本魚體長，扁平，頭鈍，無眼觸鬚，鼻孔及頸觸鬚不分支，頭部和身體呈淺棕色，帶有不規則的深棕色至紅棕色至橙色斑點，這些斑點呈細淺色線條網絡狀分佈，通常排列成2-3排縱向排列，上部斑點在上背部形成馬鞍狀，臉頰上有一個不規則的馬蹄形深色斑點，近尾柄部上方有一個黑色眼斑，有時下方也會有一個黑色眼斑，背鰭硬棘與鰭條之間有缺刻，背鰭硬棘18-19枚、背鰭軟條7-8枚、臀鰭硬棘2枚、臀鰭軟條15-16枚，體長可達2.5公分，棲息在珊瑚礁區，生活習性不明。